# Corporação Financeira Internacional
A Sociedade ou Corporação Financeira Internacional (SFI ou CFI; em inglês: International Finance Corporation, IFC) é uma organização internacional que ofereça serviços de investimento, consultoria e administração de ativos para incentivar desenvolvimento do setor privado em  países menos desenvolvidos. A IFC é membro do Grupo do Banco Mundial e está sediada em Washington, DC nos Estados Unidos. Ela foi criada em 1956, como o braço do setor privado do Grupo do Banco Mundial, para promover o desenvolvimento econômico, investindo em projetos comerciais e com fins lucrativos para redução da pobreza e promovendo o desenvolvimento.
Esta empresa é responsável por promover o desenvolvimento econômico dos países através do setor privado. Os parceiros de negócios investem o capital através de empresas privadas nos países em desenvolvimento. Entre suas características é que os empréstimos são concedidos a longo prazo, bem como oferece a prestação de garantias e riscos de seus clientes e investidores.
Seu capital de ações está avaliado em 2,40 mil milhões de dólares estadunidenses. Seu atual vice-presidente executivo é Lars Thunell.
Seus produtos e serviços financeiros são: empréstimos por conta própria, empréstimos de consórcios, financiamento através de capital próprio, instrumentos de tranferências, dívida e fundos de investimento de private equity, finanças estruturadas, serviços de intermediação, instrumentos de gestão de risco, financiamento em moeda local, financiamento para municípios, e financiamento de operações comerciais. Além desses serviços, também incluem assistência técnica e consultoria para apoiar o desenvolvimento do setor privado em países em desenvolvimento.